# 同相双五角丸塔柱
同相双五角丸塔柱（どうそうそうごかくまるとうちゅう、Elongated pentagonal orthobirotunda）は、42番目のジョンソンの立体で、正十角柱の2つの底面に正五角丸塔(J6)を、同相となる（正十角柱の5つの側面の2辺に正三角形が接する）ようにつけた形である (同相双五角丸塔を半分に割り、間に正十角柱を挿入した形)。

## 関連図形
| 正五角丸塔柱 （片方の丸塔を取り除く）   | 同相双五角丸塔 （角柱を取り除く）                                           | 異相双五角丸塔柱 （片側を36°回す） |
| 双五角丸塔反柱 （角柱を反角柱に変える） | 同相五角台塔丸塔柱 （正五角形が同相になる ように片方の台塔を 台塔に変える） |                                    |